# Convair 990
Convair 990 Coronado var en förlängd version av den tidigare producerade Convair 880. Coronadomodellen togs fram på uppdrag av American Airlines. Beteckningen 990 står för den beräknade maxhastigheten i kilometer per timme. Totalt tillverkades 37 stycken av Convair, jämfört med föregångaren Convair 880 som tillverkades i 65 exemplar, båda dessa plan var ett ekonomiskt fiasko för tillverkaren Convair som ägdes av General Dynamics. De slutade tillverka jetplan för passagerartrafik precis som en annan amerikansk flygplanstillverkare med sina rötter i militära flygindustrin och med ekonomiskt framgångsrika propellerplan 
för civila passagerartrafik, nämligen Lockheed som slutade med detta efter sitt finansiella misslyckande med Lockheed Tristar
på 1970- och -80-talet.

## Konstruktion
Convair 990 var en ganska avancerad konstruktion under 1960-talet och först ut ibland de civila flygplanen med en intressant aerodynamik. Vingkonstruktion som kallas "Küchemanns morot" efter sin skapare Dietrich Küchemann. Den var snabbare än sina huvudsakliga konkurrenter Boeing 707 och Douglas DC-8. Spantax uppdaterade de ursprungliga motorerna till bättre ur både bränsle- och miljösynpunkt.

## Användning
CV-990 togs i bruk av American Airlines den 7 januari 1962. Swissair köpte åtta stycken och satte dem i tjänst 1962; dem användes t.o.m. 1975. Två uthyrdes till SAS mellan 1962 och 1966. 
Spanska charterbolaget Spantax köpte inte mindre än 14 begagnade CV-990 och använde dessa flygplan mellan 1967 och 1988. 
Convair kunde inte konkurrera med Boeing och Douglas Aircraft på grund av hög bränsleförbrukning och mindre kroppsbredd - i både Boeing 707 och Douglas DC-8 fanns plats för sex passagerare per rad jämfört med fem i CV-880 och CV-990. 
Båda CV-880 och CV-990 var ett ekonomiskt fiasko för tillverkaren Convair som ägdes av General Dynamics. De slutade tillverka jetplan för passagerartrafik precis som en annan amerikansk flygplanstillverkare med sina rötter i militära flygindustrin och med ekonomiskt framgångsrika propellerplan för civila passagerartrafik, nämligen Lockheed som slutade med detta efter sitt finansiella misslyckande med Lockheed Tristar

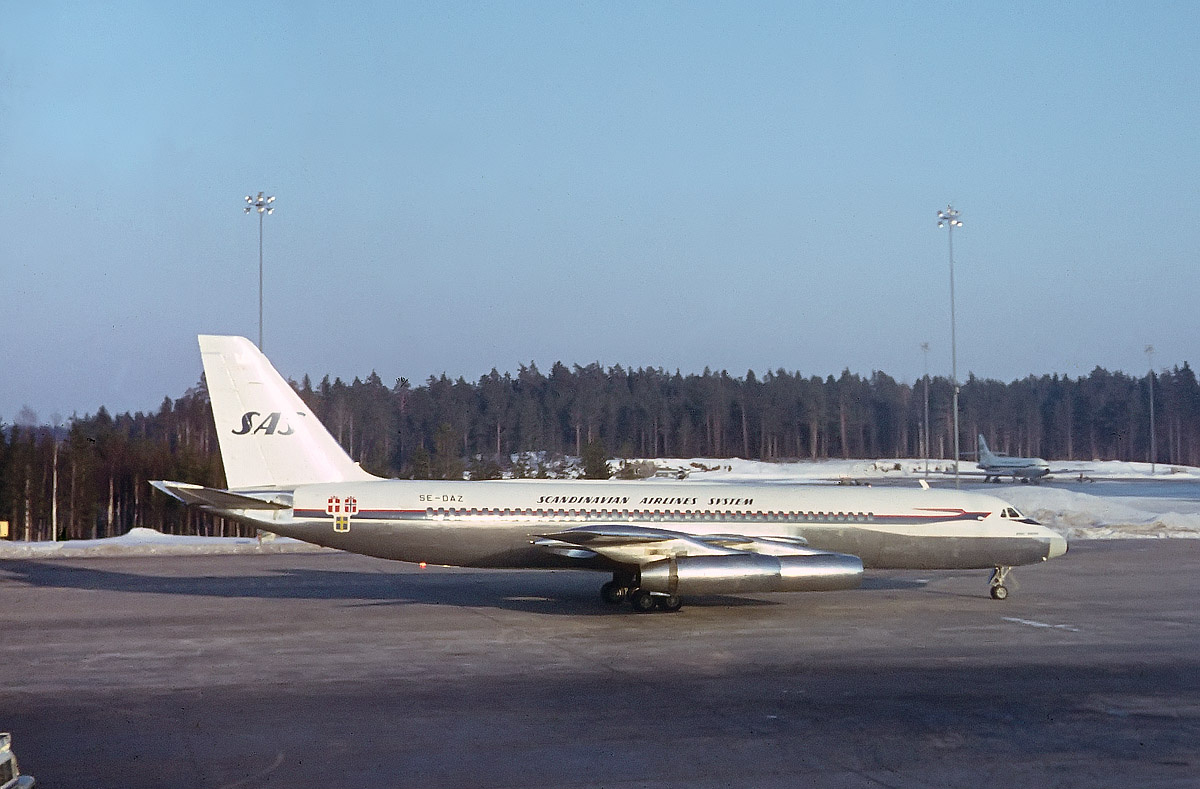
SAS Convair 990A SE-DAZ (inhyrd från Swissair), Stockholm-Arlanda 1965

på 1970- och -80-talet.

## Flygbolag som flugit Convair 990

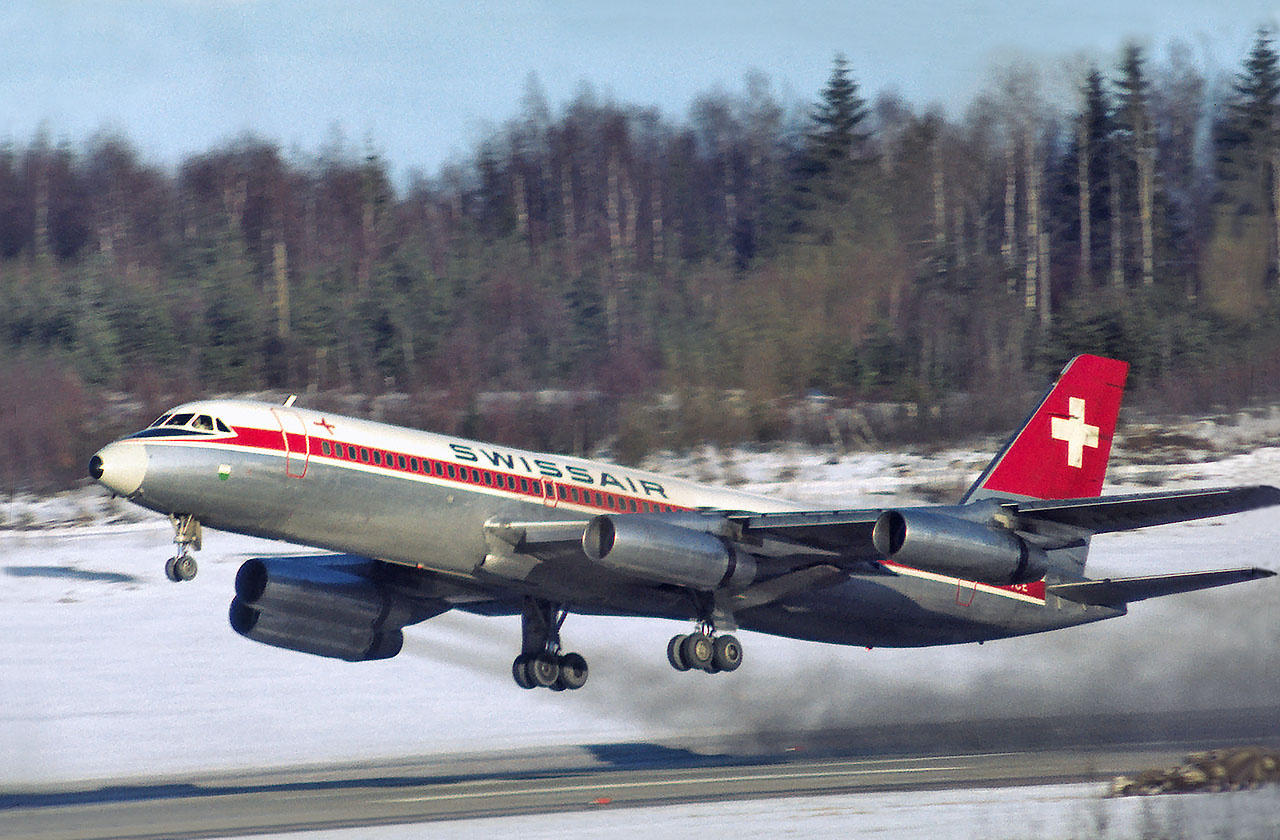
SAS Convair 990A HB-ICE, Stockholm-Arlanda 1969

| Operatörer                     | Tidsperiod | Antal |
| ------------------------------ | ---------- | ----- |
| Aerolineas Peruanas(en) (APSA) | —          | —     |
| Alaska Airlines                | —          | 1     |
| American Airlines              | 1962–1969  | —     |
| Denver Ports of Call(en)       | 1975–1984  | 7     |
| Garuda Indonesia               | 1963–      | 3     |
| Internord Aviation(de)         | 1967–1968  | 3     |
| Lebanese International Airways | 1961–1968  | 2     |
| Middle East Airlines           | 1969–1972  | 6     |
| Modern Air Transport(en)       | 1968–1975  | 8     |
| Northeast Airlines             | —          | —     |
| Scanair                        | 1963–1966  | 3     |
| Scandinavian Airlines          | 1962–1966  | 2     |
| Spantax                        | 1967–1988  | 14    |
| Swissair                       | 1962–1975  | 8     |
| Thai Airways                   | —          | —     |
| VARIG                          | 1963–      | 3     |

## Olyckor
Precis som Convair 880 var detta plan olycksdrabbat, till exempel så inträffade en dödsolycka på Arlanda med Spantax. Totalt inträffade det 6 dödsolyckor med detta plan.